# La Paz Tlaxcolpan
La Paz Tlaxcolpan är en ort i Mexiko.   Den ligger i kommunen Puebla och delstaten Puebla, i den sydöstra delen av landet, 110 km sydost om huvudstaden Mexico City. La Paz Tlaxcolpan ligger 2 094 meter över havet och antalet invånare är 745.
Terrängen runt La Paz Tlaxcolpan är platt åt nordost, men åt sydväst är den kuperad. Terrängen runt La Paz Tlaxcolpan sluttar österut. Runt La Paz Tlaxcolpan är det glesbefolkat, med 18 invånare per kvadratkilometer. Närmaste större samhälle är Puebla de Zaragoza, 15,2 km norr om La Paz Tlaxcolpan. I omgivningarna runt La Paz Tlaxcolpan växer huvudsakligen savannskog.